# Penisola di Hanko
La penisola di Hanko o penisola di Hango (in finlandese Hankoniemi, in svedese Hangö udd) è situata all'estremità sud-occidentale del territorio della Finlandia ed è parte della regione dell'Uusimaa. L'estremità della penisola è il punto più meridionale della Finlandia continentale.

## Descrizione

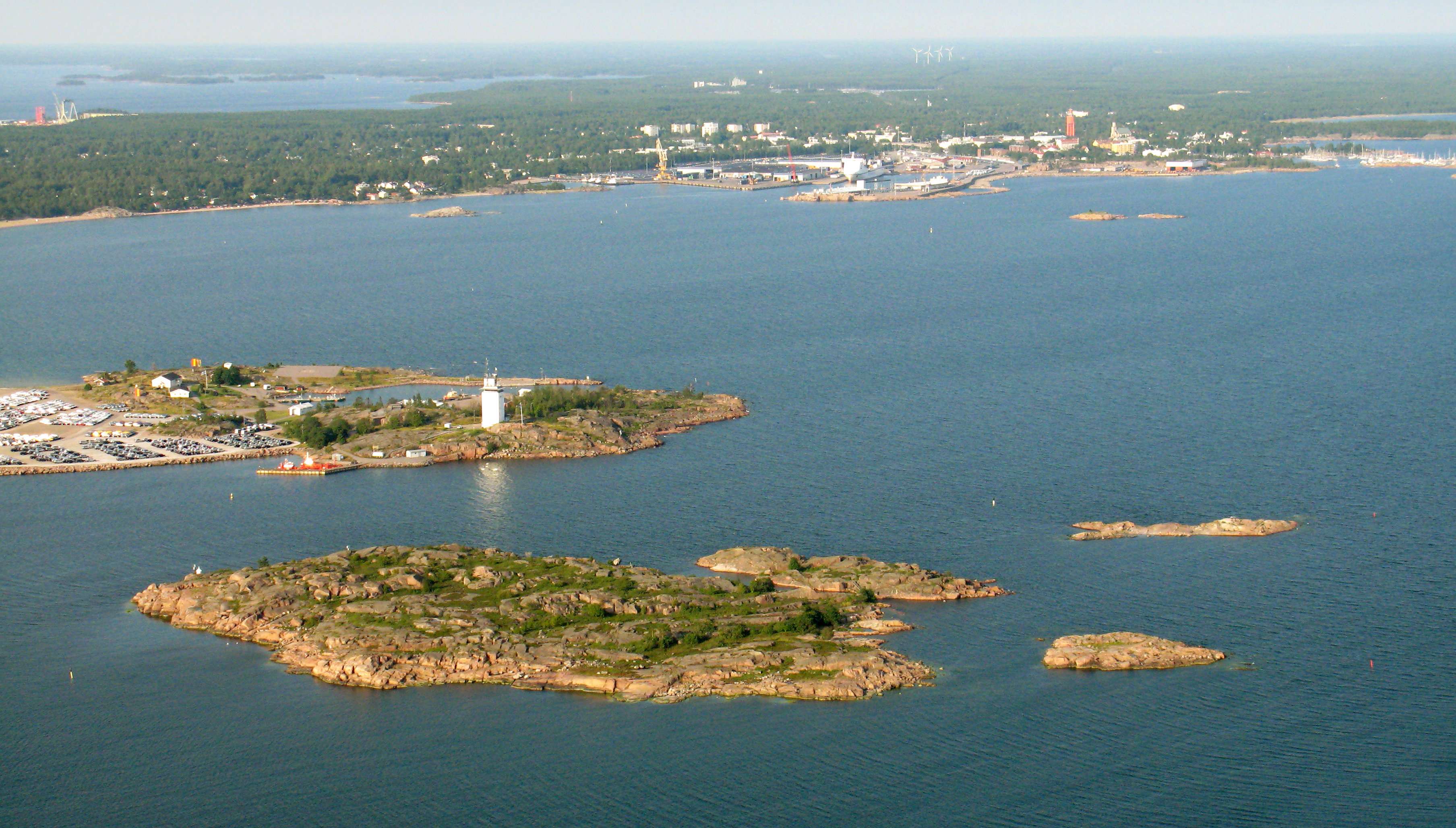
L'isolotto di Tullholmen, nei pressi di Hanko.

Il suolo è una morena sabbiosa, l'ultima proppaggine della dorsale Salpausselkä che si estende nella Finlandia meridionale. L'area è nota per le spiagge sabbiose e le pittoresche isole.
La città di Hanko è il centro abitato principale della penisola.
La penisola rappresenta il limite occidentale del golfo di Finlandia, convenzionalmente delimitato da una linea che unisce l'estremità della penisola di Hanko con Spithami, il punto più nord-occidentale della parte continentale dell'Estonia.
La vegetazione della penisola consiste prevalentemente di pini e arbusti. Nelle foreste dell'interno si trovano alci, volpi, martore, paridi, caprioli e picchi.

## Storia

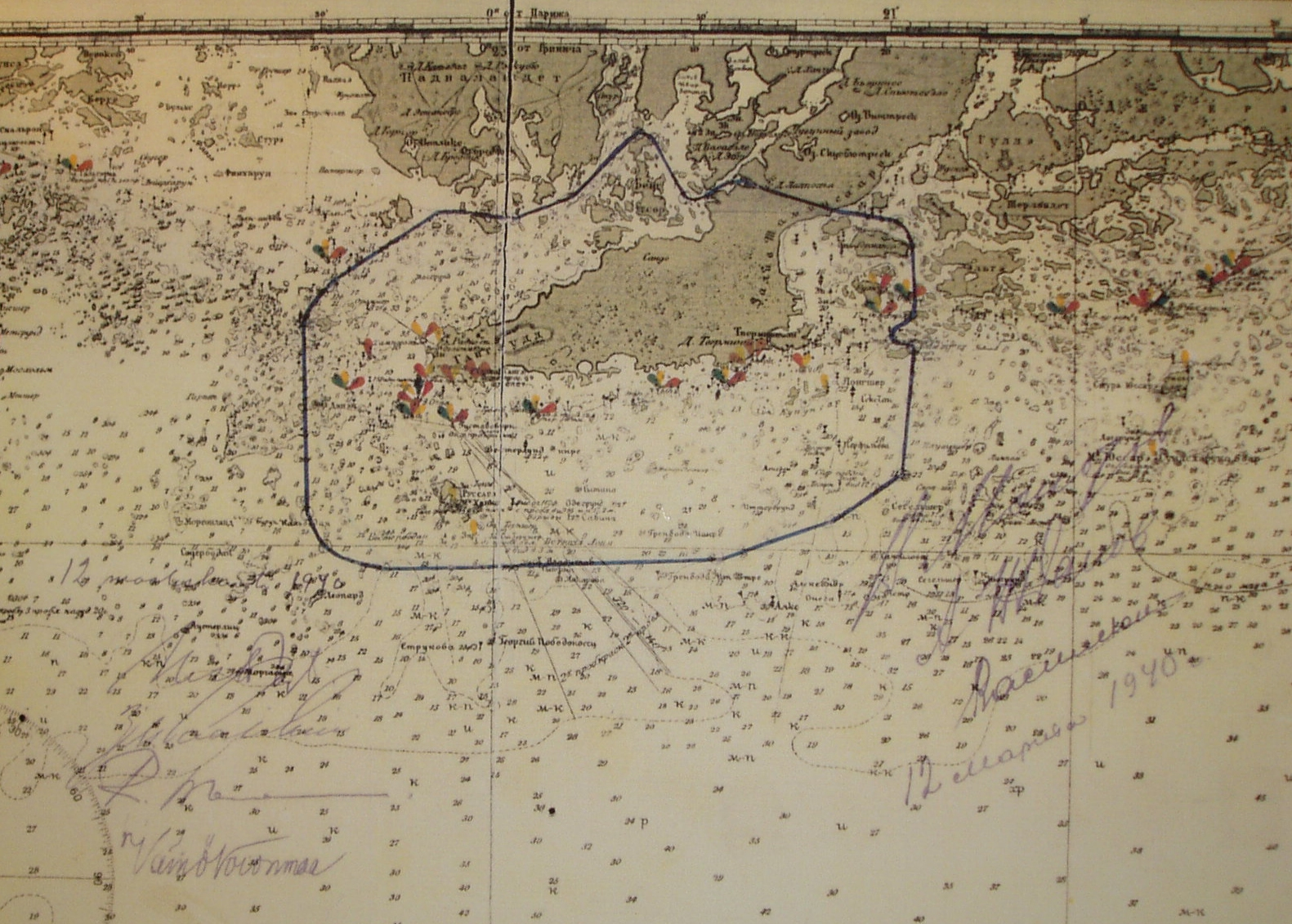
Carta russa del 1940 della penisola di Hanko; la base militare è delimitata in blu.

Per via della posizione strategica, la penisola ha rivestito un ruolo importante nella storia della regione e le numerose fortificazioni sparse nella zona ne sono la memoria.
Il 7 agosto 1714 al largo della penisola ebbe luogo la battaglia navale di Gangut (dal nome russo della penisola) tra la marina imperiale svedese e quella russa nel corso della grande guerra del Nord. Con la conclusione del conflitto, l'intera Finlandia venne ceduta dalla Svezia alla Russia.
Durante la guerra civile finlandese, la Ostsee-Division tedesca atterrò ad Hanko nell'aprile 1918 a sostegno del governo finlandese. Dopo la guerra d'inverno la penisola di Hanko fu affittata all'Unione Sovietica per 30 anni e vi fu installata una base navale. Tuttavia i sovietici evacuarono i 25 000 soldati di stanza nell'area durante la guerra di continuazione e fu ripresa da un battaglione di volontari svedesi e finlandesi nel corso della cosiddetta battaglia di Hanko del dicembre 1941.